# Phyllosticta concentrica
Phyllosticta concentrica är en svampart som beskrevs av Sacc. 1876. Phyllosticta concentrica ingår i släktet Phyllosticta och familjen Botryosphaeriaceae.   Inga underarter finns listade i Catalogue of Life.